# Гексасамарийгептазолото
Гексасамарийгептазолото — бинарное неорганическое соединение
самария и золота
с формулой Au7Sm6,
кристаллы.

## Получение
- Сплавление стехиометрических количеств чистых веществ:

{\displaystyle {\mathsf {6Sm+7Au\ {\xrightarrow {1170^{o}C}}\ Au_{7}Sm_{6}}}}

## Физические свойства
Гексасамарийгептазолото образует кристаллы
тригональной сингонии, пространственная группа R 3m, параметры ячейки a = 1,3607 нм, c = 0,6039 нм, Z = 3
.
Соединение образуется по перитектической реакции при температуре 1170 °C
.